# Zuylen (Adelsgeschlecht)

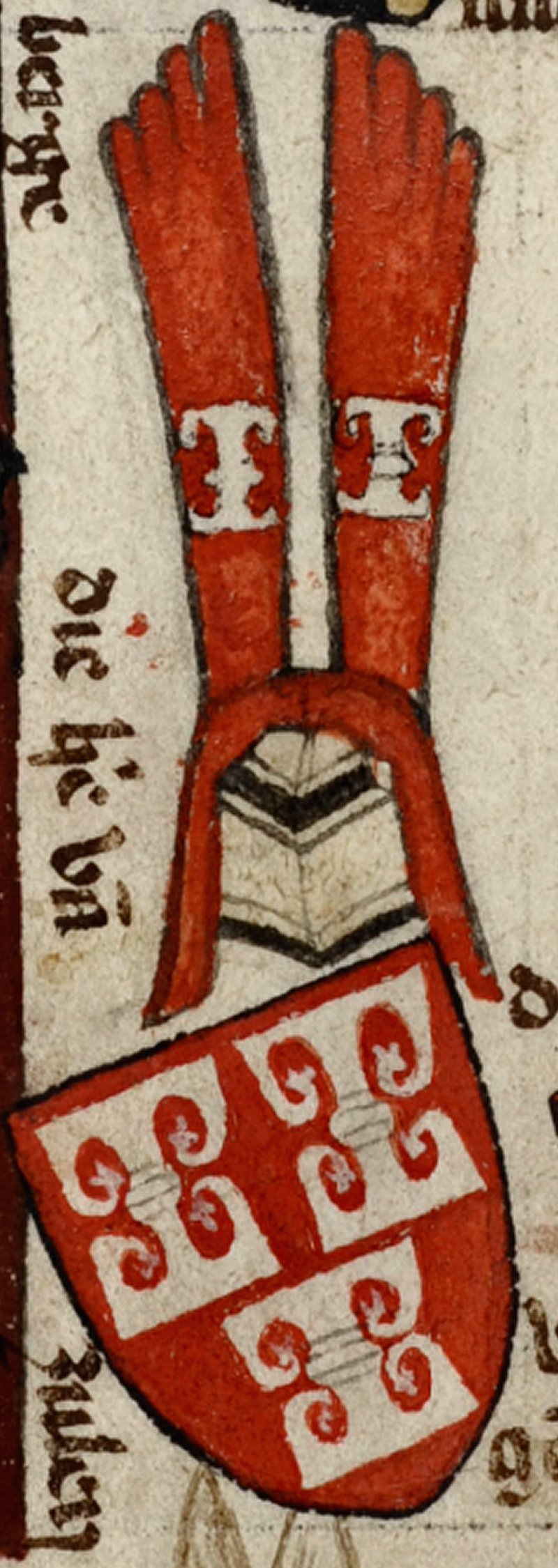
Wappen der Ritter von Zuylen aus dem Armorial Gelre: in Rot drei silberne Maueranker

Zuylen, auch in den Schreibweisen Zuijlen, Zuilen, Zulen und Sulen, ist der Name eines niederrheinisch-niederländisch-belgischen Adelsgeschlechtes mit Stammsitzen in einem Gut Sulen, heute Praest bei Emmerich am Rhein, auf der Burg Anholt in Anholt bei Isselburg und auf Schloss Zuylen in Oud-Zuilen an der Utrechtse Vecht. Historisch war ein Zweig auch im Königreich Bayern ansässig.

## Geschichte
Als Ursprung des Geschlechtes gilt die Linie Zuylen-Anholt. In Urkunden des Erzbistums Köln der Jahre 1120 und 1153 taucht am Niederrhein zwischen Rees und Emmerich ein Allod Sulen auf. Darin wird bestätigt, dass ein Rutger von Xanten das Gut Sulen durch Heirat mit Aleidis von Sulen erhalten habe. In mittelalterlichen und frühneuzeitlichen Urkunden ist auch von einem gleichnamigen Kirchspiel die Rede. Dessen Kirche dürfte als eine Eigenkirche der Herren von Zuylen zu Anholt anzusprechen sein. Das Kirchspiel samt dem darin gelegenen Dorf Praest ging bei einem Streit unter Großen, den schließlich der Kölner Erzbischof Arnold II. schlichtete, in der Mitte des 12. Jahrhunderts in den Allodialbesitz des Stifts Xanten über. Der ursprüngliche Kirchenbau und der Gutssitz Sulen gingen unter, als der Rhein im 14. und 15. Jahrhundert seinen Hauptlauf in Richtung Rees veränderte.
Ebenfalls im 12. Jahrhundert weist das Lehnbuch des Stiftes Utrecht aus der Zeit des Bischofs Balduin II. aus, dass der Herr von Anholt auch der Herr von Zuilen an der Vecht war. Abweichend von der Auffassung eines niederrheinischen Ursprungs des Hauses Zuylen wird vereinzelt angenommen, dass Angehörige dieses Geschlechts als Kolonisten aus einem Stammgebiet im Hochstift Utrecht an den Niederrhein kamen, nachdem der Rhein bei Bienen und Praest um das Jahr 1000 seinen Verlauf auf der Linie des heutigen Altrheins eingenommen hatte. 
In einer Urkunde des Kölner Erzbischofs Philipp I. von Heinsberg tritt im letzten Viertel des 12. Jahrhunderts mit Wilhelmus de Zulen, einem Ministerialen des Erzbischofs, ein Spross des Hauses Zuylen-Anholt erstmals als Angehöriger des kölnischen Dienstadels namentlich in Erscheinung. Mit Stephan von Zuylen, der bereits kurz nach dem Jahr 1200 in Urkunden des Utrechter Bischofs Dietrich II. von Ahr erwähnt ist, wurde ein Angehöriger dieser Familie im Jahr 1220 durch den Erzbischof Engelbert I. von Köln dem Grafen Dietrich IV. von Kleve als Ministerialer verpflichtet. Stephan von Zuilen fungierte 1242, 1244 und 1247 in Urkunden Dietrichs von Kleve als Zeuge und wurde dabei einmal als nobilis, ein anderes Mal als dominus bezeichnet. Am 25. April 1242 war ein Stephan von Zuylen, wohl der Sohn des Ersten, Urkundenzeuge bei der Erhebung des Ortes Kleve zur Stadt durch Dietrich IV. von Kleve. Weitere Personen mit dem Namen sind im klevischen Dienstadel des 13. Jahrhunderts verbürgt. 1234 wird außerdem ein Stephanus de Anehalt, miles als Zeuge in einer Urkunde des Grafen Otto II. von Geldern erwähnt. Es ist aber nicht ersichtlich, ob jener Anholter Stephan mit den zuvor genannten kölnisch-klevischen Namensträgern identisch oder verwandt war. 

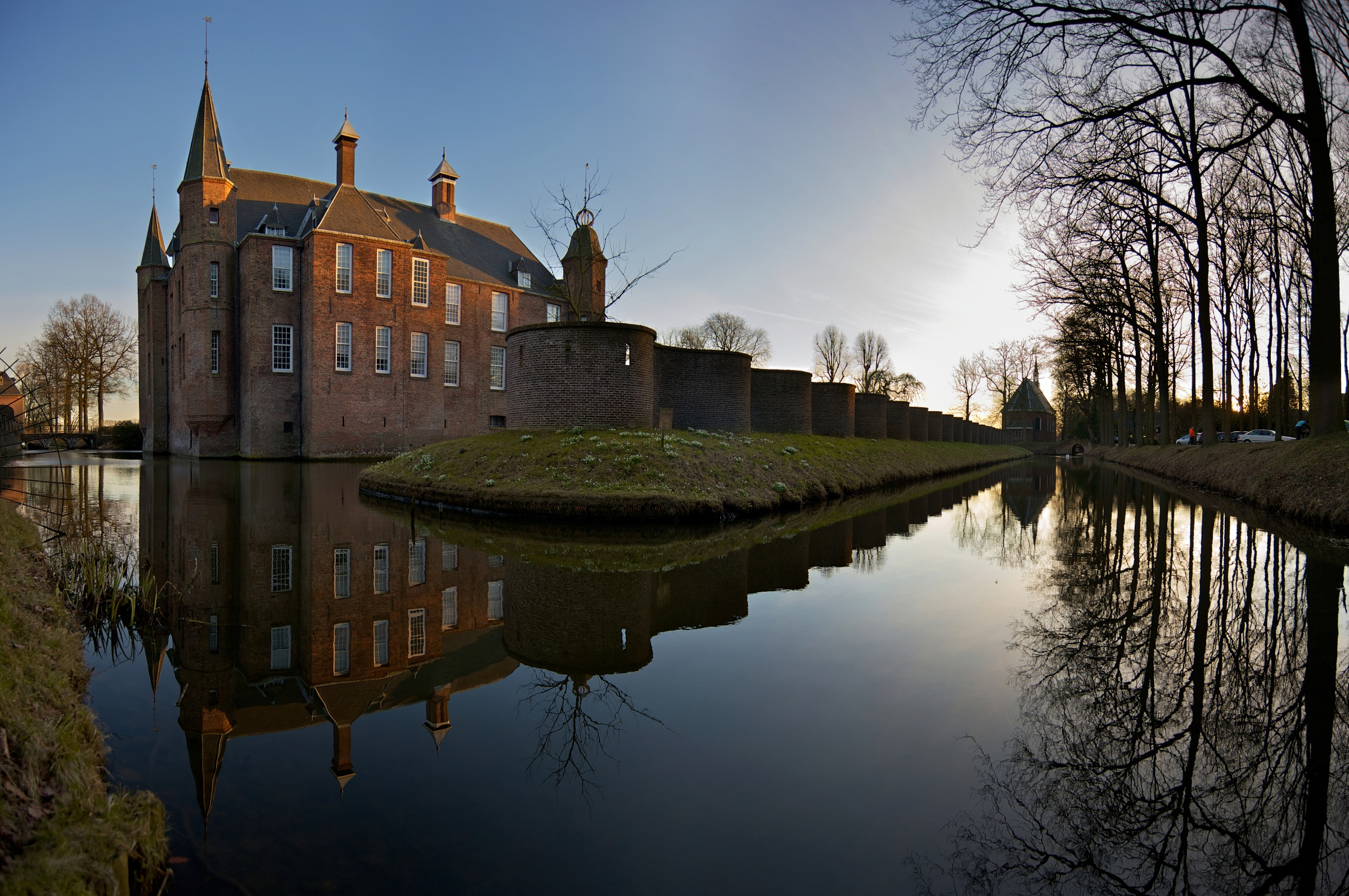
Schloss Zuylen, Stammsitz der niederländischen und belgischen Zweige des Adelsgeschlechts Zuylen

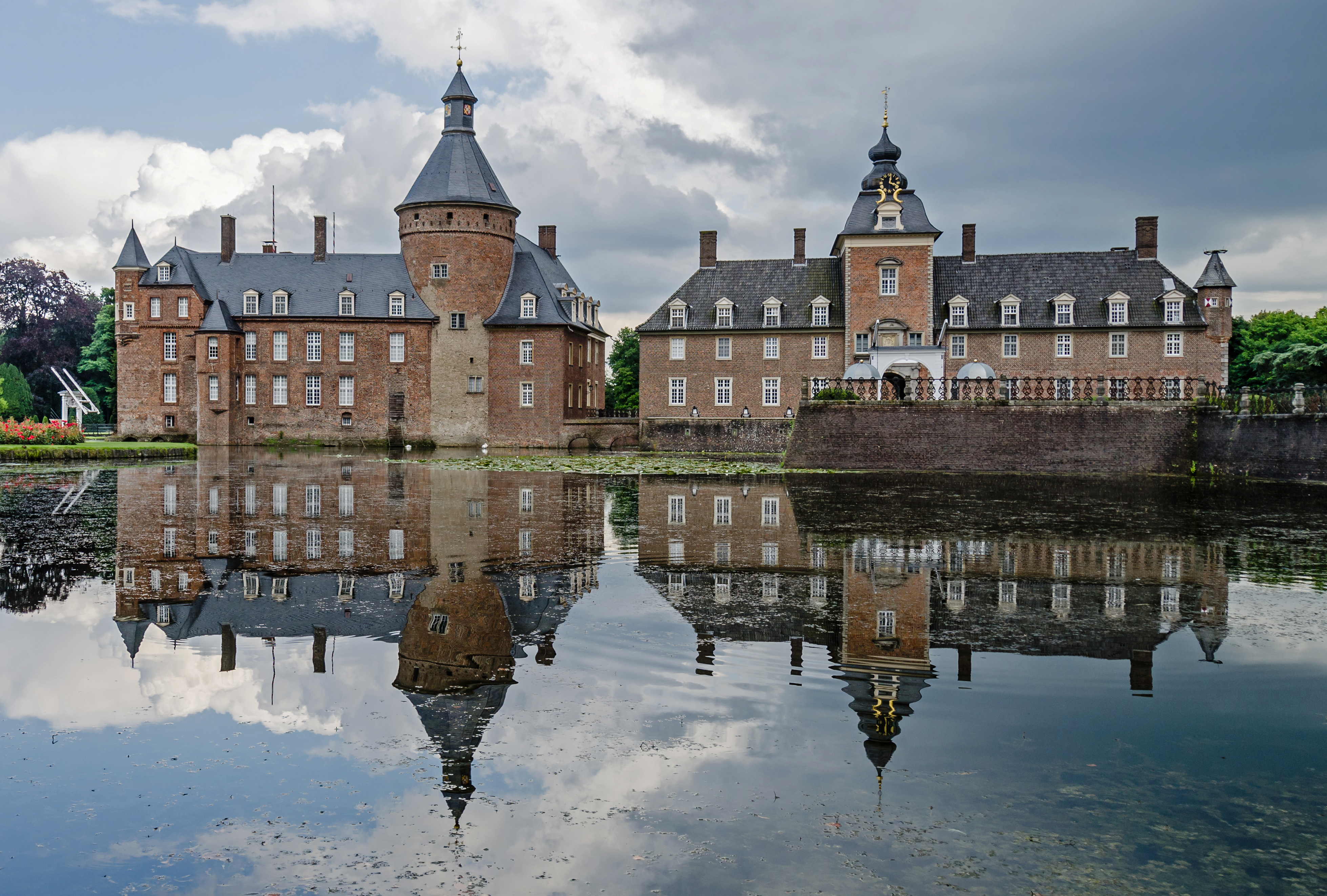
Burg Anholt, ein Stammsitz des Hauses Zuylen-Anholt

Zu Beginn des 14. Jahrhunderts wurde ein Stephan von Zuylen als Herr von Zuylen, Sweserengh, Westbroek und Anholt urkundlich erwähnt. Er, der Sohn eines Johann von Zuylen, ist der erste Eigentümer der im 12. Jahrhundert errichteten Burg Anholt, dem die Stellung eines Landesherrn zugeschrieben wird. Am 25. Mai 1347 verlieh jener den Bewohnern des Orts Anholt ein Privileg über den Besitz und die Erblichkeit von Hofstätten. Damit entließ er sie aus der Hörigkeit und machte sie erbzinspflichtig. Stephans Sohn Dietrich II. von Zuylen setzte diese Politik durch förmliche Verleihung der Stadtrechte an den Ort Anholt am 1. Mai 1349 fort. Die Herren von Zuilen verfügten damit – über ihre früher bloß dienstadelige Stellung hinaus – bereits über wichtige landesherrliche Rechte wie hohe und niedere Gerichtsbarkeit, Marktrecht, Geleitrecht und Besteuerungsrecht. Auch ließen sie bereits im 14. Jahrhundert Münzen in Nachahmung geldrischer Prägungen schlagen und besaßen damit das Münzrecht. Die Familie hatte sich somit durch eigene Herrschaftsausübung über die ministerialische Ritterschaft erhoben und wurde bereits sehr früh als adelsgleich betrachtet. 
Nachdem Dietrichs Söhne Stephan und Friedrich nacheinander die Erbfolge ihres Vaters als Herren von Zuylen, Sweserengh, Westbroek und Anholt angetreten hatten und als mit Friedrichs Tod im Jahr 1380 die Linie Zuylen-Anholt ausstarb, kam es unter den verbleibenden Töchtern Dietrichs zur Erbteilung. Herberga, die mit Hermann III. von Gemen verheiratet war, erbte Zuylen und Anholt, Alionora, die sich mit dem Ritter Frank von Borsselen vermählt hatte, erbte Sweserengh und Westbroek.
Andere Linien des Adelsgeschlechts Zuylen verbreiteten sich an verschiedenen Orten der Provinzen Utrecht und Gelderland sowie in Flandern (etwa Abcoude, Amerongen, Batenburg, Batenstein, Beverweerd, Blasenburg, Blikkenburg, Culemborg, Duurstede, Erpe, Geerestein, de Haar, Harmelen, Natewisch, Nijeveld, Zuilenburg und Zuylenstein).
Besondere Bedeutung erlangte der Familienzweig Zuylen van Nijevelt (auch Zuylen van Nyevelt oder Zuylen van Nuyvelt), der entstand, als Jacob (Jacques) van Zuylen de Vecht, Herr auf Blikkenburg, Zevender und Haag-Nemrock, sich 1326 mit seiner Nichte Christina von Zuylen, Frau van Nijeveld († 1351), vermählte und er nicht nur den Namen der Herrschaft Nijeveld (Nyevelt) dem seinen beifügte, sondern auch das Wappen seiner Gemahlin übernahm. Diesem Zweig entspross im Weiteren eine belgische Linie, aus der Franz Xaver Claus Gislerius von Zuylen von Nyevelt (1764–1835) entstammte, dem am 29. August 1815 der bayerische Freiherrntitel zuerkannt wurde und dessen Nachfahren ab 1843 das Schlossgut Prüfening besaßen. 1906 erlosch die bayerische Linie. 1816, 1827 und 1828 wurden Angehörige der niederländischen Linie Zuylen van Nyevelt in den niederländischen, 1855 Angehörige des gleichen, aber belgischen Zweigs in den belgischen Freiherrenstand erhoben.

## Wappen
Das Wappen der Linie Zuylen van Nyevelt zeigt in Silber drei (2:1) rote Säulen, auf dem Helm mit rot-silbernen Decken einen wachsenden, mit blauen Hermelinschwänzchen bestreuten silbernen Drachen mit blutigem Stachelschwanz. Schildhalter sind zwei einwärtssehende goldene Greife.

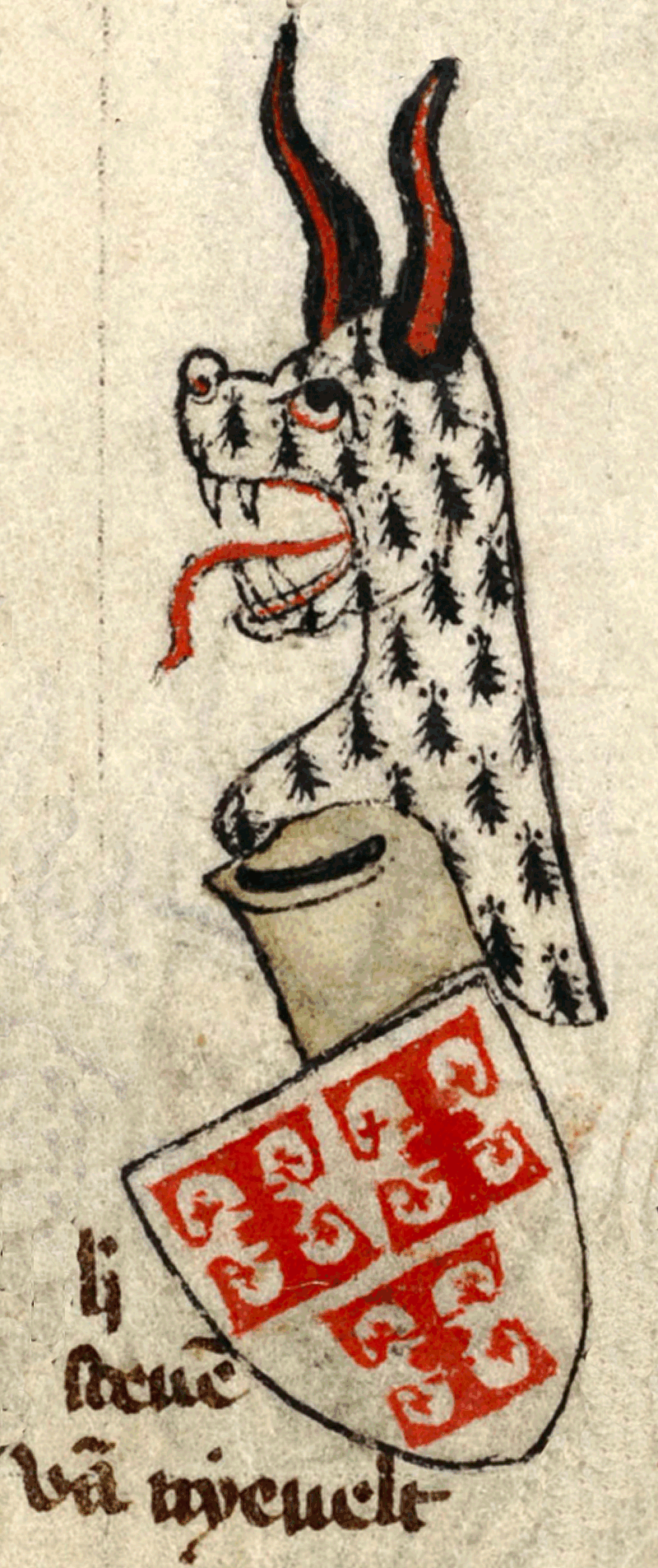
Zuylen van Nyevelt, Armorial Gelre, 1369–1396
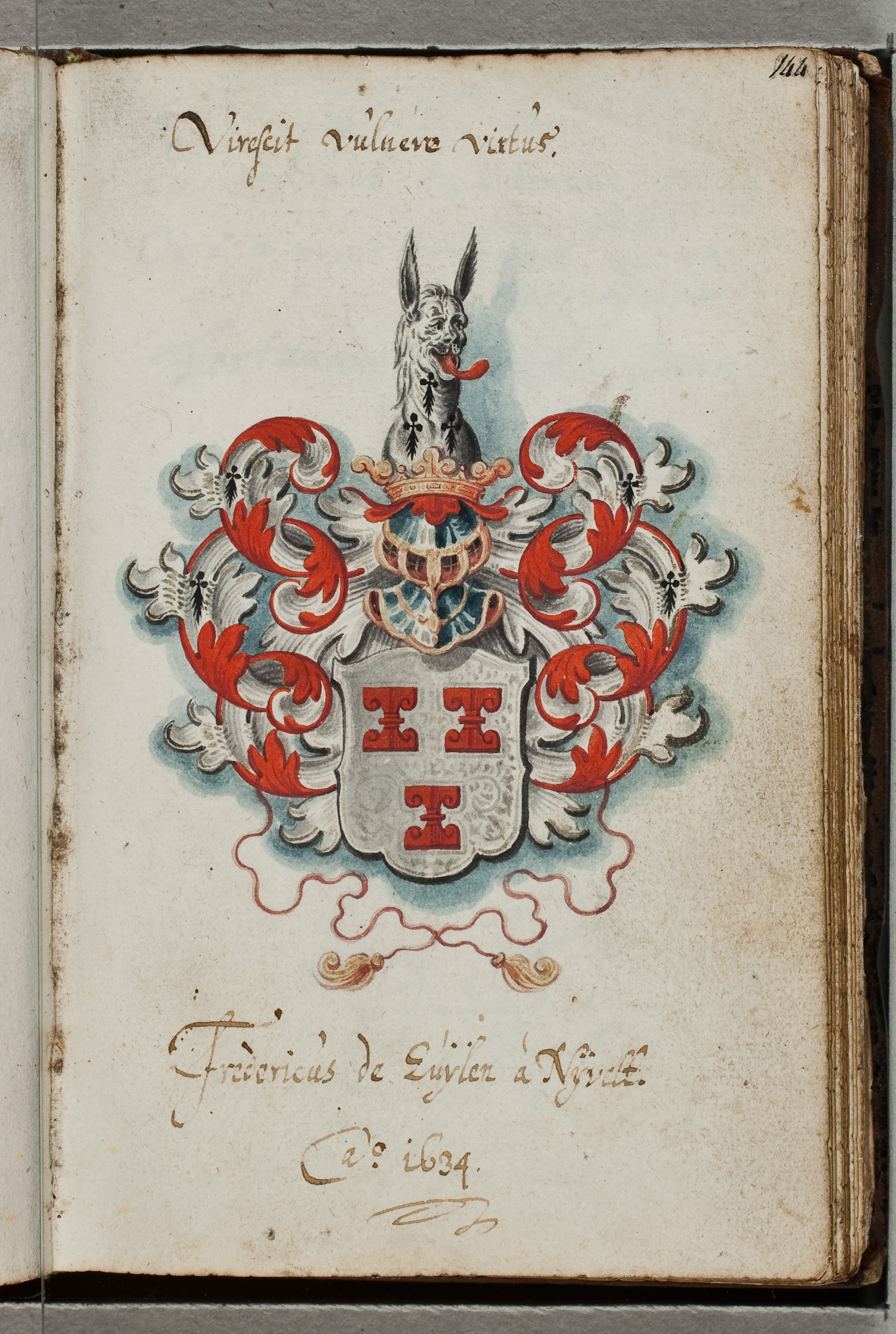
Wappen des Frederik van Zuylen van Nyevelt, 1634
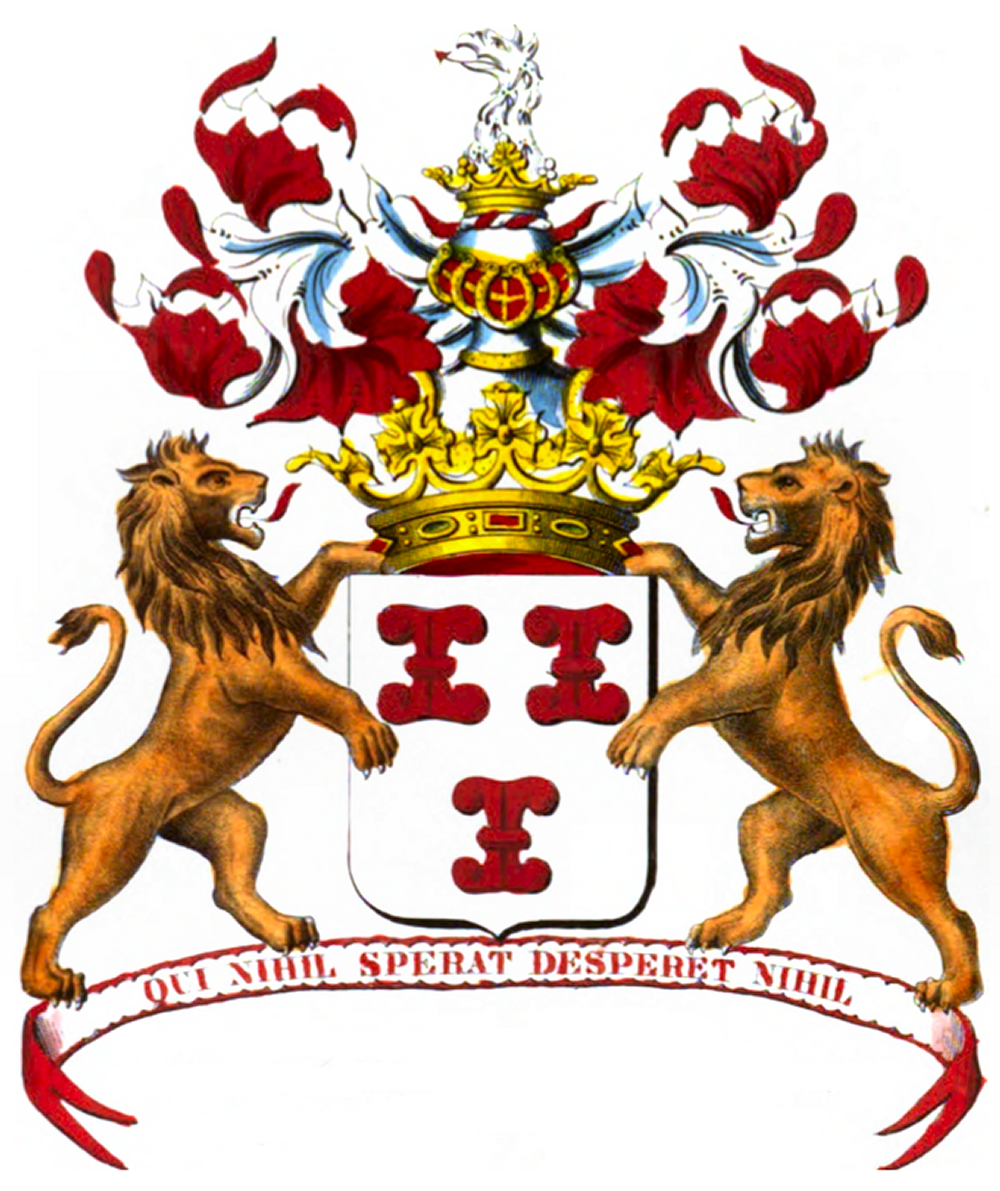
Wappen der Linie Zuylen van Nyevelt, Armorial du Royaume de Belgique, 1845
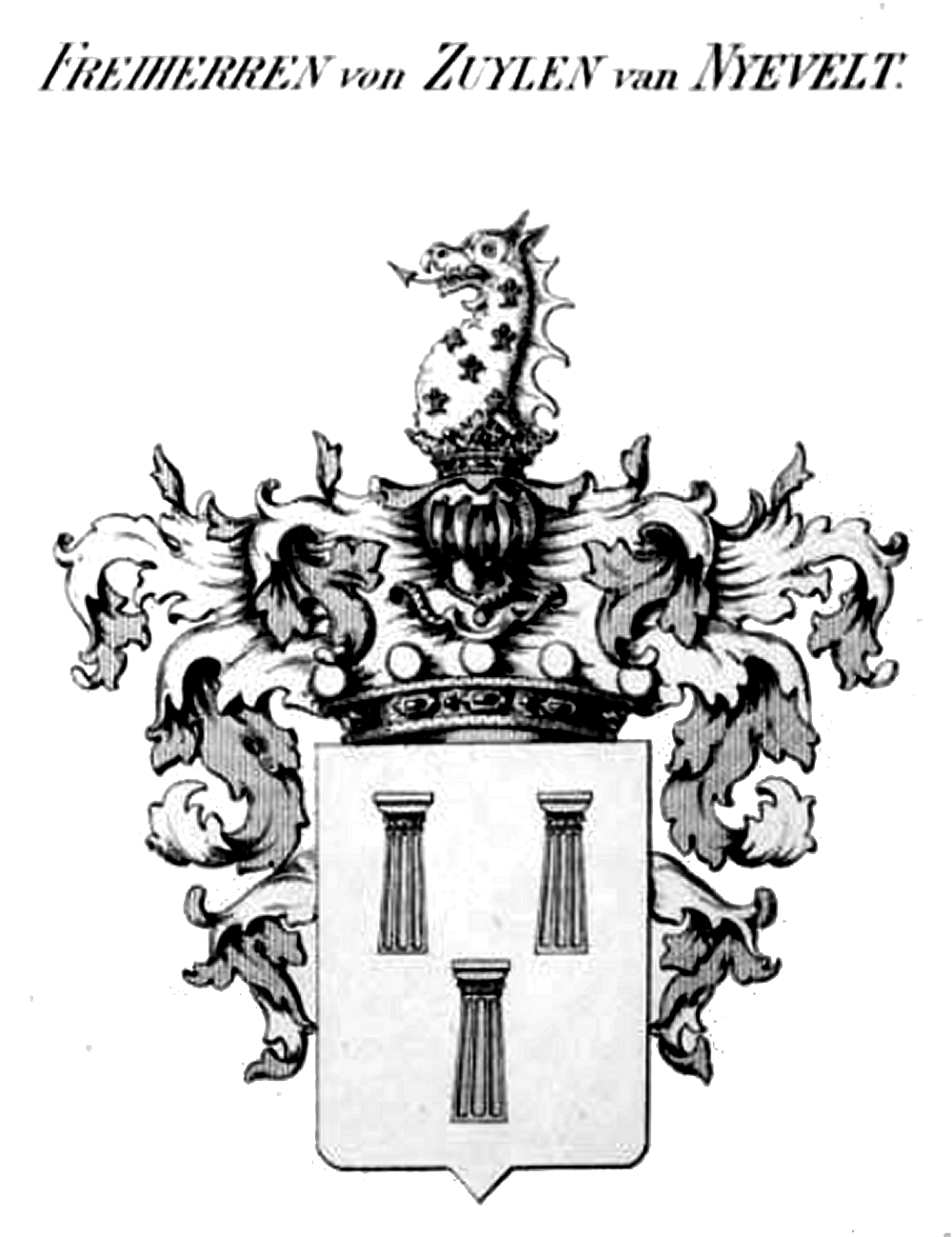
Darstellung von Konrad Tyroff, 1867

## Persönlichkeiten
- Dietrich II. von Zuylen (* um 1310; † 1364), Herr von Zuilen, Sweserengh, Westbroek und Anholt
- Hugo van Zuylen van Nijevelt (1781–1853), niederländischer Außenminister
- Jacob van Zuylen van Nijevelt (1816–1890), niederländischer Ministerpräsident
- Julius van Zuylen van Nijevelt (1819–1894), niederländischer Ministerpräsident
- Joan Adriaan Hugo van Zuylen van Nijevelt (1854–1940), niederländischer Kammerherr und Komponist
- Étienne van Zuylen van Nyevelt (1860–1934), niederländisch-belgischer Bankier, Geschäftsmann, Philanthrop, Reiter, Funktionär und Automobilenthusiast
- Guillaume-Marie van Zuylen (1910–2004), 89. Bischof von Lüttich
- Gabrielle van Zuylen (1933–2010), französisch-niederländische Landschaftsarchitektin